# Droolian
Droolian è il sesto album di Julian Cope, prodotto dalla Zippo Records nel 1990.

## Tracce
1. Sqwubbsy
2. Look After Your Leathers
3. Unisex Cathedral
4. Commin' Down...
5. Safe Surfer
6. Yeah Yeah Yeah
7. Jellypop Perky Jean
8. When Will I Get to Hold You
9. Louis 14th
10. ...Atonement of Wasp
11. Gentleman Dude
12. Kelly...
13. Church of England 1991...